# Хренюк Василь Олександрович
Василь Олександрович Хренюк (1927, село Шельвів, тепер Локачинського району Волинської області — ?) — український радянський діяч, машиніст вугільного комбайну шахти № 6 тресту «Нововолинськвугілля» Волинської області. Депутат Верховної Ради СРСР 5-го скликання.

## Життєпис
Народився 1927 року в селянській родині в селі Шельвів на Волині. Освіта неповна середня.
У 1945—1956 роках — машиніст вугільного комбайну шахти тресту «Карагандавугілля» Казахської РСР; електрослюсар на цегельному заводі.
З 1956 року — машиніст вугільного комбайну шахти № 6 тресту «Нововолинськвугілля» міста Нововолинська Волинської області.
Член КПРС.
Потім — на пенсії.

## Нагороди
- ордени
- медалі
- заслужений шахтар Української РСР